# فهرست فرودگاه‌های منطقه ویکتوریا
این مقاله شامل فهرست فرودگاه‌های ویکتوریا، بریتیش کلمبیا در ایالت بریتیش کلمبیا کانادا است.

## فرودگاه‌ها
| نام فرودگاه                                                  | ایکائو/TC موقعیت‌یاب/یاتا | مکان                    | مختصات                                                          |
| ------------------------------------------------------------ | ------------------------ | ----------------------- | --------------------------------------------------------------- |
| فرودگاه ویکتوریا اینر هاربر (Victoria Harbour Water Airport) | CYWH (YWH)               | ویکتوریا، بریتیش کلمبیا | ۴۸°۲۵′۲۲″ شمالی ۱۲۳°۲۳′۱۵″ غربی / ۴۸٫۴۲۲۷۸°شمالی ۱۲۳٫۳۸۷۵۰°غربی |
| Victoria (BC Hydro) Heliport                                 | CBC5                     | Saanich                 | ۴۸°۲۹′۲۵″ شمالی ۱۲۳°۲۳′۲۶″ غربی / ۴۸٫۴۹۰۲۸°شمالی ۱۲۳٫۳۹۰۵۶°غربی |
| Victoria (General Hospital) Heliport                         | CBW7                     | View Royal              | ۴۸°۲۸′۰۲″ شمالی ۱۲۳°۲۵′۵۷″ غربی / ۴۸٫۴۶۷۲۲°شمالی ۱۲۳٫۴۳۲۵۰°غربی |
| Victoria (Royal Jubilee Hospital) Heliport                   | CBK8                     | ویکتوریا، بریتیش کلمبیا | ۴۸°۲۶′۰۳″ شمالی ۱۲۳°۱۹′۳۱″ غربی / ۴۸٫۴۳۴۱۷°شمالی ۱۲۳٫۳۲۵۲۸°غربی |
| فرودگاه آبی و فرودگاه ویکتوریا                               | CAP5                     | North Saanich           | ۴۸°۳۹′۰۰″ شمالی ۱۲۳°۲۷′۰۰″ غربی / ۴۸٫۶۵۰۰۰°شمالی ۱۲۳٫۴۵۰۰۰°غربی |
| فرودگاه اگدن پوینت                                           | CBF7                     | ویکتوریا، بریتیش کلمبیا | ۴۸°۲۵′۰۵″ شمالی ۱۲۳°۲۳′۱۶″ غربی / ۴۸٫۴۱۸۰۶°شمالی ۱۲۳٫۳۸۷۷۸°غربی |
| فرودگاه ویکتوریا هاربر (بریتیش کلمبیا)                       | CBZ7                     | ویکتوریا، بریتیش کلمبیا | ۴۸°۲۵′۲۴″ شمالی ۱۲۳°۲۳′۲۴″ غربی / ۴۸٫۴۲۳۳۳°شمالی ۱۲۳٫۳۹۰۰۰°غربی |
| فرودگاه بین‌المللی ویکتوریا                                   | CYYJ (YYJ)               | North Saanich           | ۴۸°۳۸′۴۹″ شمالی ۱۲۳°۲۵′۳۳″ غربی / ۴۸٫۶۴۶۹۴°شمالی ۱۲۳٫۴۲۵۸۳°غربی |

## فرودگاه‌های آبی
| نام فرودگاه                   | TC موقعیت‌یاب | مکان              | مختصات                                                          |
| ----------------------------- | ------------ | ----------------- | --------------------------------------------------------------- |
| فرودگاه آبی بدول هاربر        | CAB3         | Pender Island     | ۴۸°۴۵′۰۰″ شمالی ۱۲۳°۱۴′۰۰″ غربی / ۴۸٫۷۵۰۰۰°شمالی ۱۲۳٫۲۳۳۳۳°غربی |
| فرودگاه آبی گنگ               | CAX6         | Saltspring Island | ۴۸°۵۱′۰۰″ شمالی ۱۲۳°۳۰′۰۰″ غربی / ۴۸٫۸۵۰۰۰°شمالی ۱۲۳٫۵۰۰۰۰°غربی |
| پایگاه هوایی آبی جزیره ماین   | CAW7         | Mayne Island      | ۴۸°۵۲′۰۰″ شمالی ۱۲۳°۱۸′۰۰″ غربی / ۴۸٫۸۶۶۶۷°شمالی ۱۲۳٫۳۰۰۰۰°غربی |
| پایگاه هوایی آبی پورت واشنگتن | CAP8         | Pender Island     | ۴۸°۴۹′۰۰″ شمالی ۱۲۳°۱۹′۰۰″ غربی / ۴۸٫۸۱۶۶۷°شمالی ۱۲۳٫۳۱۶۶۷°غربی |